# Connor McDavid
Connor McDavid (* 13. Januar 1997 in Richmond Hill, Ontario) ist ein kanadischer Eishockeyspieler, der seit Juli 2015 bei den Edmonton Oilers in der National Hockey League unter Vertrag steht. Der Center wird einhellig als das herausragende Talent seiner Generation gehandelt und wurde dementsprechend als First Overall Draft Pick im NHL Entry Draft 2015 ausgewählt. Bisher gewann er fünfmal die Art Ross Trophy als Topscorer der Liga und wurde zudem dreimal mit der Hart Memorial Trophy sowie viermal mit dem Ted Lindsay Award als Most Valuable Player (MVP) der NHL geehrt. Ferner verzeichnete er bereits 1000 Scorerpunkte. 2023 führte er die Liga zudem erstmals in Toren an und erhielt daher die Maurice Richard Trophy. Seit Oktober 2016 fungiert er als Mannschaftskapitän der Edmonton Oilers und wurde damit zum jüngsten Spielführer in der NHL-Historie. Mit den Oilers erreichte er die Endspielserie der Playoffs 2024, unterlag dort allerdings den Florida Panthers mit 3:4, wobei er persönlich mit der Conn Smythe Trophy als Playoff-MVP geehrt wurde. Mit der kanadischen Nationalmannschaft gewann er unter anderem die Goldmedaille bei der Weltmeisterschaft 2016.

## Karriere

### Kindheit
Connor McDavid wurde in Richmond Hill geboren und wuchs im ca. 30 Kilometer entfernten Newmarket auf. Sein zwei Jahre älterer Bruder Cameron spielte ebenfalls Eishockey, kam allerdings nicht über unterklassige Juniorenligen hinaus. Im Alter von zwei Jahren begann Connor McDavid mit dem Inlineskate-Laufen, ein Jahr später lief er bereits auf Schlittschuhen. Mit vier Jahren spielte er erstmals im Verein organisiertes Eishockey, obwohl er eigentlich ein Jahr zu jung war, sodass seine Eltern sein Alter bei der Anmeldung kurzerhand mit fünf angaben. Bereits im Alter von sechs war McDavid von seiner heimischen Liga „gelangweilt“, jedoch ließ man ihn in Newmarket nicht in einer höheren Altersgruppe spielen, sodass seine Eltern ihn kurzerhand im benachbarten Aurora anmeldeten, wo er gegen bis zu neun Jahre alte Gegenspieler antreten durfte und die Liga ebenfalls dominierte. Später spielte er für die York Simcoe Express, mit denen er vier Meisterschaften gewann, wobei sein Vater Brian als Trainer fungierte. In der nächsthöheren Altersklasse schloss er sich den Toronto Marlboros an, für die er in der Saison 2011/12 wettbewerbsübergreifend 209 Scorerpunkte in 88 Spielen erzielte und daraufhin zum Spieler des Jahres der Greater Toronto Hockey League gekürt wurde. Vor seinem folgenden Wechsel in die Ontario Hockey League zog McDavid auch in Erwägung, die Boston University zu besuchen und somit in den folgenden Jahren am Spielbetrieb der National Collegiate Athletic Association teilzunehmen, verwarf diesen Gedanken jedoch, da er in der OHL bessere Entwicklungsmöglichkeiten für sich sah.

### Erie Otters

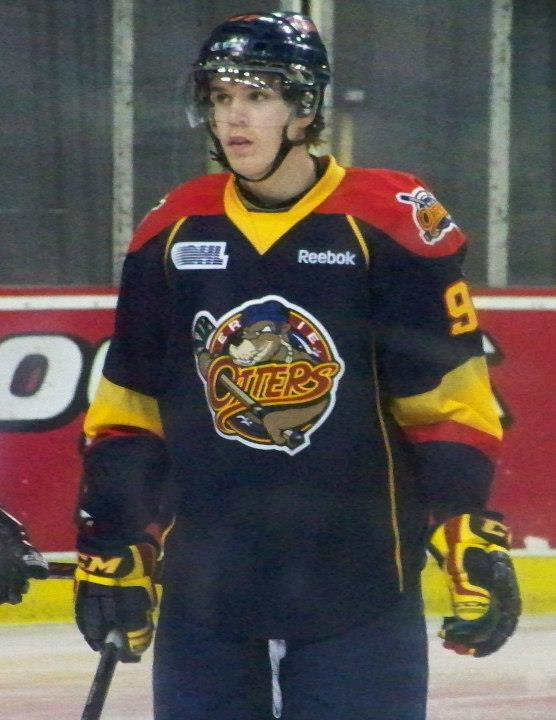
Connor McDavid (2013)

In Anbetracht seiner bisherigen Leistungen wurde ihm von Seiten der Ontario Hockey League (OHL) der Status eines außergewöhnlichen Spielers (exceptional player status) zuerkannt, der es ihm erlaubte, bereits im Alter von 15 (statt 16) an der Priority Selection 2012 der OHL teilzunehmen. Er war damit nach John Tavares und Aaron Ekblad erst der dritte Spieler in der Geschichte der OHL mit dieser Ausnahmeregelung. In der eigentlichen Priority Selection wurde er an erster Gesamtposition von den Erie Otters ausgewählt und erhielt dafür den Jack Ferguson Award. Bereits im zweiten Saisonspiel für die Otters startete McDavid eine Serie von 15 Spielen in Folge mit mindestens einem Scorerpunkt, sodass er als Rookie der Monate Oktober und November 2012 geehrt wurde. Am Ende der Saison standen für den Kanadier 66 Punkte in 63 Spielen zu Buche, wodurch er einen neuen Rookie-Teamrekord der Erie Otters aufstellte und dabei Tim Connolly (62 Punkte; Saison 1997/98) übertraf. Infolgedessen zeichnete man ihn mit dem Emms Family Award als Rookie des Jahres aus und wählte ihn ins OHL First All-Rookie Team.
In der Saison 2013/14 steigerte McDavid seine persönliche Statistik deutlich auf 99 Punkte in 56 Spielen und führte die Otters somit wieder in die Playoffs, die man im Vorjahr noch verpasst hatte. Im Halbfinale scheiterte die Mannschaft allerdings mit 1:4 an den Guelph Storm. Nach Saisonende wurde der Center ins Second All-Star-Team gewählt und erhielt die Bobby Smith Trophy sowie den CHL Scholastic Player of the Year Award der gesamten Canadian Hockey League, die jeweils Spieler ehren, die sportlichen und schulischen Erfolg vereinen. Zudem zeichnete man ihn mit der William Hanley Trophy als sportlich fairsten Spieler der Saison aus.
Mit Beginn der Spielzeit 2014/15 führte McDavid die Otters als Mannschaftskapitän an. Insgesamt absolvierte er in der Saison nur 47 Spiele, da er sich bei einem Faustkampf im Spiel einen Mittelhandknochen brach, und erreichte dennoch 120 Scorerpunkte. In den anschließenden Playoffs erreichten die Otters das Finale um den J. Ross Robertson Cup, unterlagen jedoch den Oshawa Generals mit 1:4, obwohl McDavid bester Torschütze (21), Vorlagengeber (28) und Scorer (49) der Playoffs wurde. Im Anschluss wurde der Angreifer ins First All-Star Team gewählt, erhielt die Red Tilson Trophy und den Wayne Gretzky 99 Award als wertvollster Spieler von regulärer Saison und Playoffs und wurde erneut mit dem Bobby Smith Trophy und dem CHL Scholastic Player of the Year Award geehrt. Ferner wurde er Spieler des Jahres der gesamten Canadian Hockey League und infolgedessen auch mit dem CHL Top Draft Prospect Award ausgezeichnet, die der begehrteste Spieler des anstehenden NHL Entry Draft erhält. Im Endeffekt verließ er die Otters als Spieler mit den meisten individuellen Auszeichnungen in der Geschichte der Ontario Hockey League.

### Edmonton Oilers

#### 2014–2017

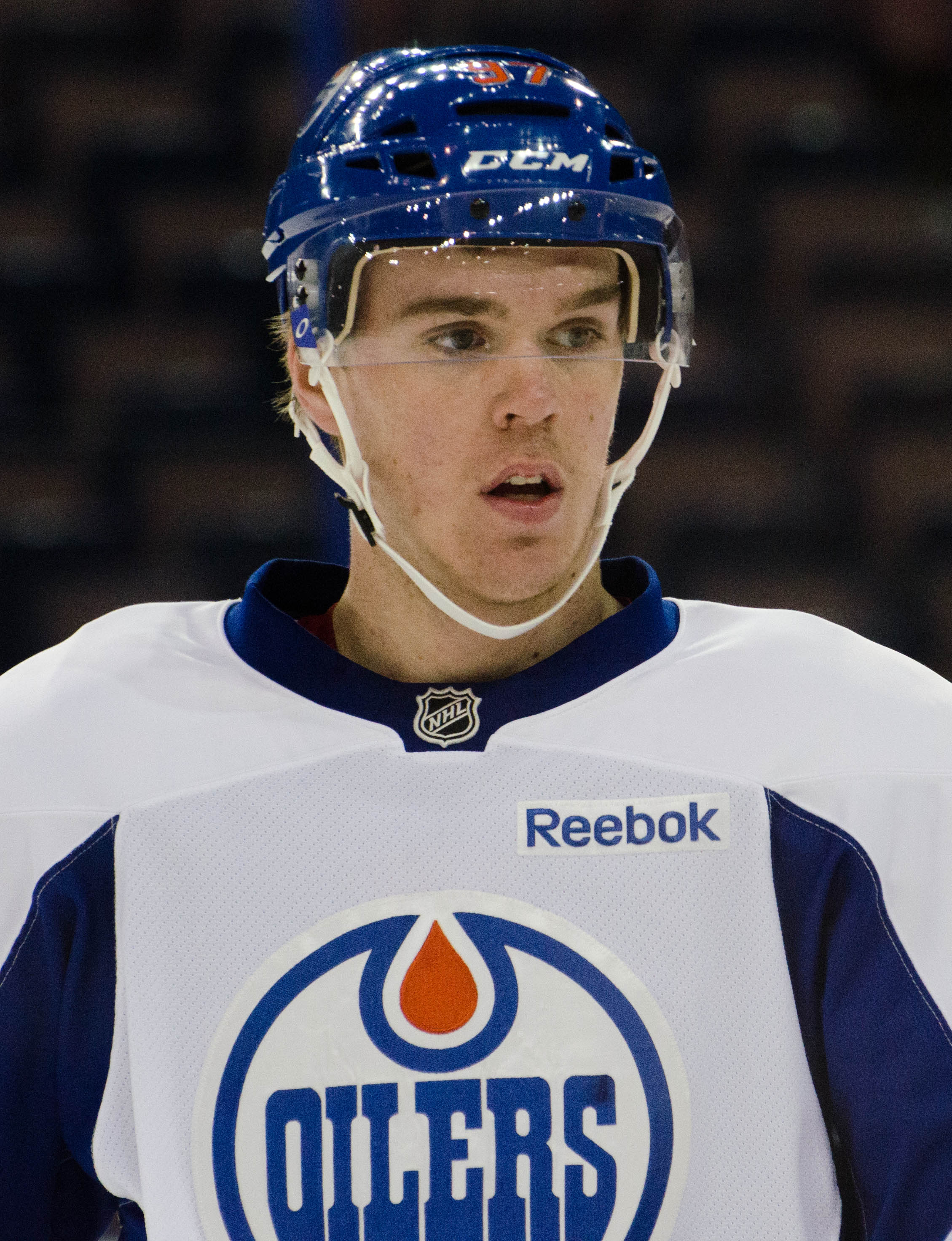
Connor McDavid (2015)

Spätestens mit der Saison 2014/15 wurde McDavid als das herausragende Talent seiner Generation gehandelt und mit Stars wie Sidney Crosby oder auch Wayne Gretzky verglichen. Im NHL Entry Draft 2015 wurde er erwartungsgemäß an erster Position von den Edmonton Oilers ausgewählt, wobei Jack Eichel in einem besonders starken Draft-Jahrgang lange Zeit als ernster Konkurrent galt, jedoch im Endeffekt ebenso erwartungsgemäß an zweiter Stelle gedraftet wurde (Buffalo Sabres). Im Juli 2015 unterzeichnete McDavid einen auf drei Jahre befristeten Einstiegsvertrag bei den Oilers, wobei er mit 925.000 Dollar das festgelegte Maximalgehalt eines NHL-Rookie erhalten soll. Medienberichten zufolge sind zudem leistungsabhängige Bonuszahlungen in Höhe von maximal 2,85 Millionen Dollar pro Jahr vereinbart. Darüber hinaus unterzeichnete McDavid wenige Wochen zuvor einen neuen Sponsoring-Vertrag bei seinem Ausrüster CCM Hockey, der ihm zusätzlich eine Million Dollar pro Jahr einbringen soll, wodurch er mit Abstand zum bestbezahlten NHL-Rookie aller Zeiten wird.
In den ersten zwölf Spielen der Saison kam McDavid auf zwölf Scorerpunkte (fünf Tore; sieben Vorlagen) und wurde infolgedessen als NHL-Rookie des Monats Oktober geehrt. Wenige Tage später rutschte er in einem Spiel gegen die Philadelphia Flyers nach einem Zweikampf mit hoher Geschwindigkeit in die Bande und brach sich dabei das linke Schlüsselbein, wodurch eine Operation nötig wurde. Er fiel knapp drei Monate aus und gab sein Comeback beim 5:1-Erfolg der Oilers über die Columbus Blue Jackets, bei dem der Center direkt ein Tor und zwei Vorlagen beisteuerte. Im Februar 2016 war McDavid beim 5:2-Sieg gegen die Toronto Maple Leafs an allen fünf Toren seiner Mannschaft beteiligt und erzielte somit erstmals fünf Scorerpunkte in einer Partie, was als Rookie zuletzt seinem Teamkollegen Ryan Nugent-Hopkins im November 2011 gelungen war. Insgesamt kam McDavid im Februar 2016 auf 17 Scorerpunkte, führte alle Rookies an und wurde in der Folge zum zweiten Mal als Rookie des Monats ausgezeichnet. Gleiches gelang ihm im Folgemonat März mit 16 Punkten, sodass er nach Teemu Selänne der zweite Liganeuling wurde, der dreimal in einer Saison als Rookie des Monats ausgezeichnet wurde. McDavid beendete seine erste NHL-Spielzeit mit 48 Punkten in 45 Spielen trotz seiner Verletzung auf dem vierten Platz der Rookie-Scorerliste. Infolgedessen wurde er ins NHL All-Rookie Team gewählt, unterlag jedoch in der Wahl zur Calder Memorial Trophy als bestem Rookie der Liga sowohl dem Gewinner Artemi Panarin als auch dem Zweitplatzierten Shayne Gostisbehere.
Im Rahmen der Vorbereitung auf die Saison 2016/17 wurde McDavid als neuer Mannschaftskapitän der Oilers vorgestellt. Er wurde damit zum jüngsten Spielführer in der Geschichte der NHL, wobei er 20 Tage jünger als der bisherige Rekordhalter, Gabriel Landeskog von der Colorado Avalanche, zum jeweiligen Zeitpunkt der Ernennung war. Im ersten Monat der neuen Saison erzielte der Center zwölf Punkte in neun Spielen, führte damit die Scorerliste der Liga an und wurde infolgedessen zum NHL-Spieler des Monats Oktober gekürt. Im Januar 2017 gelang McDavid in seinem 92. NHL-Spiel der 100. Scorerpunkt; unter den aktiven Spielern waren nur Alexander Owetschkin (77), Sidney Crosby (80) und Jewgeni Malkin (89) schneller. Wenig später nahm er am NHL All-Star Game 2017 teil, bei dem er seine Pacific Division als von den Fans gewählter Kapitän anführte.
In seiner ersten kompletten NHL-Saison erreichte McDavid exakt die Marke von 100 Scorerpunkten (30 Tore; 70 Vorlagen) und wurde damit zum drittjüngsten Spieler der Ligahistorie (Sidney Crosby 2006/07 sowie Wayne Gretzky 1980/81), der mit der Art Ross Trophy als bester Scorer der NHL ausgezeichnet wurde. Wenig später wurde er sowohl von Journalisten (Hart Memorial Trophy) als auch von den Spielerkollegen (Ted Lindsay Award) zum wertvollsten Spieler der Saison gewählt und darüber hinaus ins NHL First All-Star Team berufen. Anschließend unterzeichnete McDavid im Juli 2017 einen neuen Achtjahresvertrag bei den Oilers, dessen Wirkung mit Beginn der Spielzeit 2018/19 einsetzte, als sein Einstiegsvertrag abgelaufen war. Der neue Kontrakt hat ein Gesamtvolumen von 100 Millionen US-Dollar, sodass der Angreifer mit 12,5 Millionen US-Dollar Jahresgehalt zum bestbezahlten Spieler der NHL wurde.

#### 2017–2021
In der Spielzeit 2017/18 bestätigte McDavid seine Leistungen aus dem Vorjahr und gewann mit 108 Punkten erneut die Art Ross Trophy, wobei er zum ersten Spieler seit Jaromír Jágr (2000 & 2001) wurde, der die Trophäe verteidigen konnte. Zugleich gelang ihm dies als zweitjüngstem Spieler überhaupt nach Wayne Gretzky. Für die Oilers verlief die Saison allerdings enttäuschend, so verpasste das Team die Playoffs deutlich. Im Rahmen der NHL Awards 2018 erhielt McDavid zudem seinen zweiten Ted Lindsay Award. Die Folgesaison 2018/19 gestaltete sich ähnlich, so erreichte das Team, das zwischenzeitlich Trainer und General Manager entließ, die Playoffs abermals nicht, während der Kanadier mit 116 Punkten seine bisher beste Saisonstatistik erzielte. Ligaweit musste er sich dabei nur Nikita Kutscherow geschlagen geben, der ihn mit 128 Zählern übertraf, während er zunehmend als Angriffsduo mit Leon Draisaitl in Erscheinung trat, der sich auf dem vierten Rang der Scorerliste platzierte. Im Endeffekt wurde McDavid erneut ins NHL First All-Star Team berufen, blieb jedoch erstmals ohne individuelle Trophäe.
In der durch die COVID-19-Pandemie verkürzten Spielzeit 2019/20 erreichte der Kanadier mit 97 Punkten aus 64 Spielen erstmals einen Punkteschnitt von über 1,5 pro Spiel. In der Scorerstatistik der NHL platzierte er sich abermals auf Rang zwei, dieses Mal hinter seinem Teamkollegen Draisaitl. Die Oilers nahmen in der Folge an der Qualifizierungsrunde der Playoffs 2020 teil, schieden dort jedoch, obwohl McDavid bester Scorer der gesamten Vorrunde wurde, gegen die Chicago Blackhawks aus (1:3). Im ebenfalls von der „Corona-Krise“ geprägten Folgejahr 2020/21 steigerte er seine Leistung nochmals deutlich und gewann mit 105 Punkten seine dritte Art Ross Trophy, wobei er mit Draisaitl die Plätze tauschte, der sich mit 84 Punkten auf Rang zwei platzierte. Diese 21 Punkte Unterschied stellen die größte Lücke auf den Zweiten seit Gretzky (32) in der Spielzeit 1990/91 dar, während McDavids Punkteschnitt von 1,88 pro Spiel der höchste seit 25 Jahren war (Mario Lemieux, 1995/96, 2,30 Punkte pro Spiel). Demzufolge errang er am Saisonende seine zweite Hart Memorial Trophy sowie seinen dritten Ted Lindsay Award.

#### Seit 2021/22
In der folgenden Saison 2021/22 verzeichnete McDavid mit 123 Scorerpunkten seinen bisherigen Karriere-Bestwert, der ihm gleichzeitig seine vierte Art Ross Trophy in den letzten sechs Jahren einbrachte. In den anschließenden Playoffs 2022 erreichte er mit den Oilers erstmals das Conference-Finale, unterlag dort allerdings der Colorado Avalanche deutlich mit 0:4. Er persönlich verzeichnete dabei mit 33 Punkten aus 16 Partien einen Punkteschnitt von über 2,0 pro Spiel und führte die Scorerliste auch nach dem Endspiel an, was als Spieler, der nicht am Finale teilnahm, zuletzt Peter Forsberg in Diensten Colorados im Jahre 2002 gelungen war. Bei den NHL Awards war der Kanadier erneut für Hart Memorial Trophy und Ted Lindsay Award nominiert, die jedoch beide an Auston Matthews gingen, sodass McDavid „nur“ im NHL Second All-Star Team berücksichtigt wurde.
Am 30. März 2023 erzielte McDavid sein insgesamt 300. Karrieretor in der regulären Saison, dafür benötigte er 563 Spiele. Insgesamt gelangen ihm bis zu diesem Zeitpunkt 841 Scorerpunkte (bei 541 Torvorlagen). Damit wurde er zum fünften Spieler der NHL-Geschichte, der vor seinem 600. Spiel mindestens 300 Tore und 500 Assists erzielte. Dies gelang zuvor lediglich Wayne Gretzky, Mario Lemieux, Peter Šťastný und Bryan Trottier. Die Saison 2022/23 beendete er letztlich mit abermals gesteigerten persönlichen Bestwerten von 153 Scorerpunkten und 64 Toren, womit er nicht nur die fünfte Art Ross Trophy, sondern auch seine erste Maurice Richard Trophy als bester Torjäger der Liga errang. Beide Trophäen in einem Jahr vereinte zuletzt Alexander Owetschkin im Jahre 2008, während 153 Punkte zuletzt Lemieux in der Saison 1995/96 übertroffen hatte (161). Da er mit 89 Vorlagen ebenfalls Rang 1 der Liga belegte, wurde er neben Gretzky und Phil Esposito zum dritten Spieler, dem es gelang, die NHL in einer Saison in Toren und Assists anzuführen. Im Rahmen der NHL Awards am Saisonende ehrte man ihn daher erwartungsgemäß mit seiner dritten Hart Memorial Trophy, dem vierten Ted Lindsay Award sowie einer erneuten Berufung ins NHL First All-Star Team.
In der Saison 2023/24 verzeichnete McDavid 100 Torvorlagen, was in der Ligahistorie bisher nur Gretzky, Lemieux und Bobby Orr sowie im gleichen Jahr auch Nikita Kutscherow gelungen war. In den Playoffs 2024 führte er sein Team erstmals ins Endspiel um den Stanley Cup, wo die Oilers allerdings mit 3:4 den Florida Panthers unterlagen. Sie erreichten dabei nach einem 0:3-Rückstand noch ein zwischenzeitliches 3:3 in der Serie, was zuletzt 1945 geschehen war. McDavid selbst übertraf dabei mit 34 Torvorlagen den bisher von Gretzky (31) gehaltenen NHL-Rekord in dieser Kategorie, während er mit 42 Scorerpunkten den vierthöchsten Wert in der Playoff-Historie verzeichnete. Er wurde daher mit der Conn Smythe Trophy als wertvollster Spieler der Playoffs geehrt, eine Ehre, die zuvor nur fünf anderen Akteuren auf Seiten der im Finale unterlegenen Mannschaft zuteilwurde. Zuletzt war dies Jean-Sébastien Giguère im Jahre 2003 und überhaupt neben McDavid erst ein weiterer Feldspieler (Reggie Leach, 1976).
Im November 2024 wurde McDavid zum 99. Spieler der NHL-Historie, der die Marke von 1000 Scorerpunkten erreichte. Er benötigte dafür 659 Partien, wobei schneller nur drei Akteure in Person von Gretzky (424), Lemieux (513) und Mike Bossy (656) waren. Am Ende der Spielzeit 2024/25 unterlag man im Endspiel der Playoffs 2025 erneut den Panthers, mit 2:4.

### International

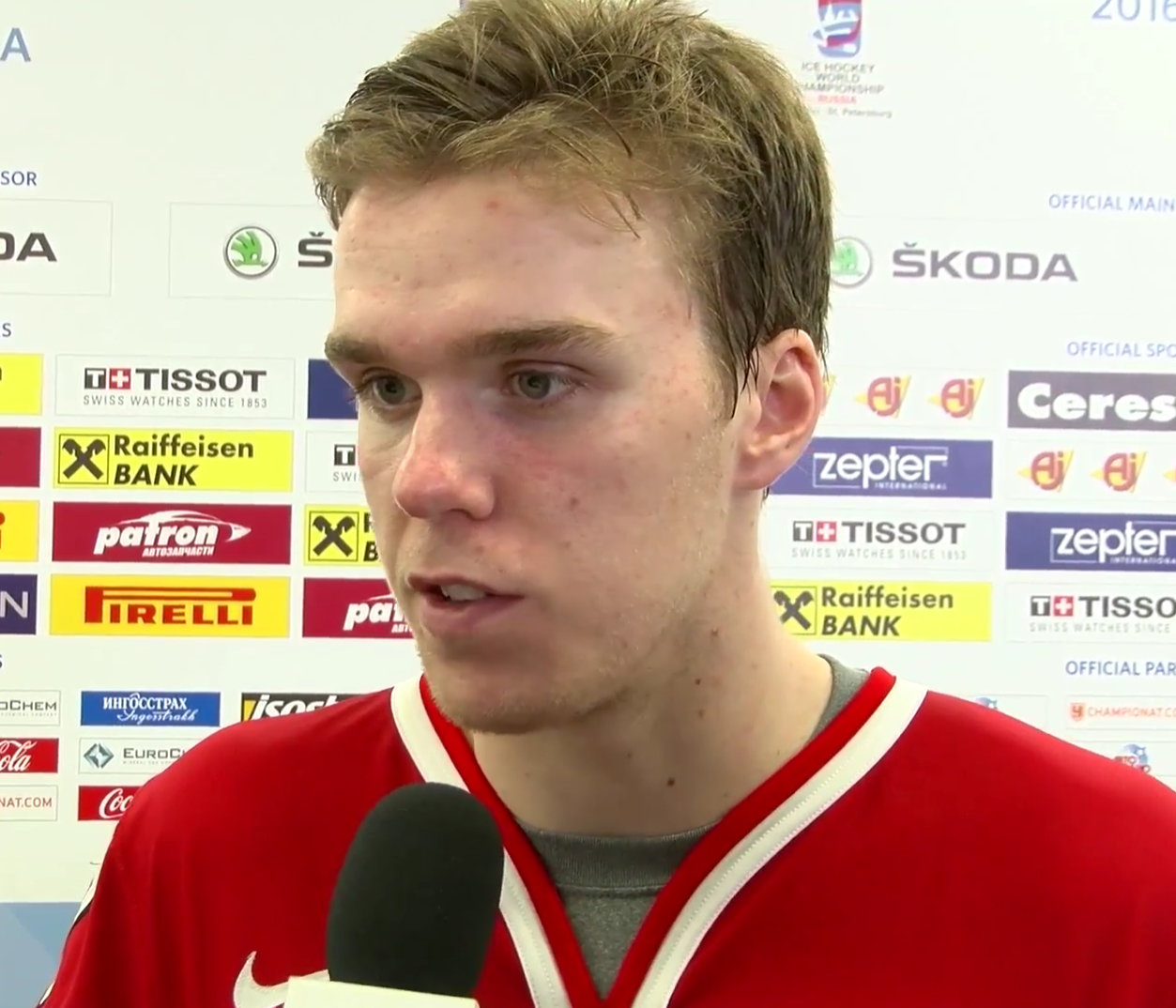
McDavid nach einem Spiel mit der Nationalmannschaft (2016)

Auf internationalem Niveau debütierte McDavid bei der World U-17 Hockey Challenge 2013, wobei er mit dem Team Canada Ontario den sechsten Platz belegte und neun Scorerpunkte in fünf Spielen erzielte. Wenige Monate später stand er im Aufgebot der kanadischen U18-Nationalmannschaft bei der Junioren-Weltmeisterschaft 2013 in Sotschi. Dort hatte er als jüngster Spieler des Teams maßgeblichen Anteil am Gewinn der Goldmedaille, so gelangen ihm acht Tore und sechs Assists in sieben Spielen, womit er darüber hinaus zum besten Scorer, Torschützen und Vorlagengeber des Turniers avancierte. Zudem kürte man den Center zum wertvollsten Spieler und zum besten Stürmer der U18-Weltmeisterschaft. Im Rahmen der WM zog Jim Nill, zu dieser Zeit als Scout für die Detroit Red Wings tätig, bereits den Vergleich zwischen McDavid und Sidney Crosby, Mario Lemieux sowie Wayne Gretzky und sah in ihm einen möglichen Next One.
Die U20-Weltmeisterschaft 2014 verlief für den Kanadier ohne besondere Höhepunkte; die kanadische Auswahl belegte dabei den vierten Platz. Auf U20-Niveau gelang ihm der Durchbruch im Nationaldress erst bei der Weltmeisterschaft 2015, als er erneut Topscorer (11 Punkte; gemeinsam mit Sam Reinhart und Nic Petan) und bester Vorlagengeber (8 Assists) wurde und mit dem Team die Goldmedaille im eigenen Land gewann.
Im Herren-Bereich debütierte McDavid bei der Weltmeisterschaft 2016, bei der er für das Team Canada in zehn Spielen auf neun Scorerpunkte kam und im Finale gegen Finnland das spielentscheidende 1:0 erzielte. Mit dieser Goldmedaille wurde der Kanadier im Alter von 19 Jahren zum jüngsten Spieler, der im U18-, U20- und im Senioren-Bereich jeweils die Weltmeisterschaft gewann. In dieser Beziehung übertraf ihn Kaapo Kakko im Jahre 2019. Vor Beginn der Saison 2016/17 nahm er außerdem mit dem Team Nordamerika, einer Auswahl aus U23-Spielern Kanadas und der USA, am World Cup of Hockey 2016 teil. Der Angreifer führte die Mannschaft als Kapitän an und kam in drei Spielen auf drei Scorerpunkte, schied mit der Auswahl jedoch in der Gruppenphase aus.

## Spielweise
Alle statistischen Angaben in diesem Abschnitt beziehen sich auf die Saison 2021/22, sofern nicht anders angegeben.
McDavid wird in technischen Kategorien wie dem Umgang mit dem Puck, schlittschuhläuferischen Fähigkeiten oder Spielübersicht einhellig zu den besten Spielern der NHL gezählt. Als herausragendes Merkmal gilt dabei seine Geschwindigkeit auf dem Eis, sodass diesbezügliche Vergleiche mit der „Russian Rocket“ Pawel Bure angestellt wurden. Diese ermöglicht es ihm regelmäßig, Offensivaktionen durch bloßes Überlaufen von gegnerischen Spielern zu kreieren. Zudem erreichte kein Center der Liga in der Spielzeit 2017/18 mehr kontrollierte Eintritte ins Angriffsdrittel (controlled zone entries) als er. Zugleich führt diese Geschwindigkeit dazu, dass Gegenspieler regelmäßig dazu verleitet werden, Strafen durch Halten, Haken oder Behinderung zu nehmen. In der Differenz aus beim Gegner verursachten und selbst genommenen Strafen belegte McDavid mit einem Plus von 34 ligaweit Rang eins.
Mit einer Größe von 1,85 m nahe am Durchschnitt, verfügt McDavid mit 88 kg Körpergewicht über eine unterdurchschnittliche Physis (NHL-Durchschnitt: ca. 91 kg). Demzufolge werden ihm im körperlichen Spiel Schwächen attestiert, beispielsweise im Spiel an der Bande oder im Positionskampf vor dem Tor. Zugleich stellt dies einen der größten Unterschiede im medial immer wieder angestellten Vergleich zu Sidney Crosby dar, dessen Spiel deutlich mehr auf Physis und weniger auf Geschwindigkeit beruht. Darüber hinaus gehörte McDavid im Bullykreis lange Zeit zu den schwächeren Centern der Liga, steigerte seine Statistik hier jedoch auf überdurchschnittliche 53,7 %.

## Erfolge und Auszeichnungen
| - 2012 GTHL-Spieler des Jahres - 2012 Jack Ferguson Award - 2013 OHL First All-Rookie Team - 2013 Emms Family Award - 2014 William Hanley Trophy - 2014 Bobby Smith Trophy - 2014 CHL Scholastic Player of the Year - 2014 OHL Second All-Star Team - 2015 Bobby Smith Trophy - 2015 Red Tilson Trophy - 2015 Bester Scorer der OHL-Playoffs - 2015 Wayne Gretzky 99 Award - 2015 CHL Player of the Year - 2015 CHL Scholastic Player of the Year - 2015 CHL Top Draft Prospect Award - 2015 NHL-Rookie des Monats Oktober - 2016 NHL-Rookie des Monats Februar - 2016 NHL-Rookie des Monats März - 2016 NHL All-Rookie Team - 2016 NHL-Spieler des Monats Oktober - 2017 Teilnahme am NHL All-Star Game - 2017 Art Ross Trophy - 2017 Hart Memorial Trophy - 2017 Ted Lindsay Award - 2017 NHL First All-Star Team - 2018 Teilnahme am NHL All-Star Game - 2018 NHL-Spieler des Monats März - 2018 Art Ross Trophy - 2018 Ted Lindsay Award - 2018 NHL First All-Star Team | - 2019 Teilnahme am NHL All-Star Game - 2019 NHL-Spieler des Monats März - 2019 NHL First All-Star Team - 2019 NHL-Spieler des Monats November - 2020 Teilnahme am NHL All-Star Game - 2021 NHL-Spieler des Monats Januar der North Division - 2021 NHL-Spieler des Monats März der North Division - 2021 Art Ross Trophy - 2021 Hart Memorial Trophy - 2021 Ted Lindsay Award - 2021 NHL First All-Star Team - 2022 Teilnahme am NHL All-Star Game - 2022 Art Ross Trophy - 2022 NHL Second All-Star Team - 2022 Topscorer der NHL-Playoffs - 2022 NHL-Spieler des Monats Oktober - 2023 Teilnahme am NHL All-Star Game - 2023 NHL-Spieler des Monats Februar - 2023 NHL-Spieler des Monats März - 2023 Art Ross Trophy - 2023 Maurice Richard Trophy - 2023 Hart Memorial Trophy - 2023 Ted Lindsay Award - 2023 NHL First All-Star Team - 2024 Teilnahme am NHL All-Star Game - 2024 Conn Smythe Trophy - 2024 Topscorer der NHL-Playoffs - 2024 NHL Second All-Star Team |

### International
| - 2013 Goldmedaille bei der U18-Junioren-Weltmeisterschaft - 2013 Wertvollster Spieler der U18-Junioren-Weltmeisterschaft - 2013 Bester Vorlagengeber der U18-Junioren-Weltmeisterschaft - 2013 Bester Torschütze der U18-Junioren-Weltmeisterschaft - 2013 Topscorer der U18-Junioren-Weltmeisterschaft - 2013 Bester Stürmer der U18-Junioren-Weltmeisterschaft | - 2015 Goldmedaille bei der U20-Junioren-Weltmeisterschaft - 2015 Topscorer der U20-Junioren-Weltmeisterschaft - 2015 Bester Vorlagengeber der U20-Junioren-Weltmeisterschaft - 2016 Goldmedaille bei der Weltmeisterschaft - 2018 Bester Vorlagengeber der Weltmeisterschaft (gemeinsam mit Patrick Kane) - 2025 Gewinn des 4 Nations Face-Off |

## Karrierestatistik
Stand: Ende der Saison 2024/25

### International
| Vertrat Kanada bei: - World U-17 Hockey Challenge 2013 - U18-Junioren-Weltmeisterschaft 2013 - U20-Junioren-Weltmeisterschaft 2014 - U20-Junioren-Weltmeisterschaft 2015 | - Weltmeisterschaft 2016 - Weltmeisterschaft 2018 - 4 Nations Face-Off 2025 | Vertrat Team Nordamerika bei: - World Cup of Hockey 2016 |

(Legende zur Spielerstatistik: Sp oder GP = absolvierte Spiele; T oder G = erzielte Tore; V oder A = erzielte Assists; Pkt oder Pts = erzielte Scorerpunkte; SM oder PIM = erhaltene Strafminuten; +/− = Plus/Minus-Bilanz; PP = erzielte Überzahltore; SH = erzielte Unterzahltore; GW = erzielte Siegtore; 1 Play-downs/Relegation; Kursiv: Statistik nicht vollständig)